# Сэвени
Сэвени (рум. Săveni) — город в Румынии в составе жудеца Ботошани.

## История
Впервые эти места упоминаются в документе 1546 года (времён господаря Петра Рареша).
В 1818 году селение получило право на организацию ярмарки.
В 1968 году селение получило статус города.

## Известные уроженцы
- Михай Чукэ (1883—1969) — бактериолог и паразитолог, член Румынской Академии Наук